# Hysan Place
L'Hysan Place est un gratte-ciel de 204 mètres construit en 2012 à Hong Kong en Chine.